# Owen Vinter
Owen Vinter (* 17. Dezember 2001 in Glasgow) ist ein britischer Skirennläufer.

## Karriere
Vinter gab sein internationales Renndebüt am 3. August 2017 bei einem FIS-Slalom am Mount Buller. Sein erstes internationales Großereignis bestritt er zwei Jahre später beim Europäischen Olympischen Winter-Jugendfestival in Sarajevo, wobei er mit Rang 20 im Riesenslalom seine beste Platzierung erreichte.
In den darauffolgenden Jahren startete Vinter hauptsächlich bei FIS-Rennen sowie nationalen Meisterschaften in Europa. 2019 wurde er britischer Vizemeister im Slalom.
Seine ersten Weltmeisterschaften bestritt Vinter 2023 in Courchevel bzw. Méribel, wobei er in den Alpinen Kombination den 17. Platz belegte. Zum Abschluss des Winters gewann er Bronze bei den britischen Meisterschaften im Super-G.
2025 gewann Vinter seinen ersten britischen Meistertitel in der Abfahrt und im Super-G.

## Privates
Sein Bruder Zak Vinter war ebenfalls als Skirennläufer aktiv.

## Erfolge

### Weltmeisterschaften
- Courchevel/Méribel 2023: 17. Alpine Kombination, 41. Super-G
- Saalbach 2025: 14. Mannschaft, 37. Super-G, DNF Riesenslalom

### Juniorenweltmeisterschaften
- Narvik 2020: 19. Abfahrt, DNF Super-G
- Bansko 2021: 19. Super-G, 24. Slalom, DNF Riesenslalom
- Panorama 2022: 14. Mannschaft, 32. Abfahrt, 34. Super-G, DNF Riesenslalom, DNF Slalom, DNF Alpine Kombination

### Nor-Am Cup
- 4 Platzierungen unter den besten 30

### South American Cup
- 3 Platzierungen unter den besten 10

### Europäisches Olympisches Winter-Jugendfestival
- Sarajevo 2019: 20. Riesenslalom, DNF Slalom

### Weitere Erfolge
- 4 Siege bei FIS-Rennen
- Britischer Meister in der Abfahrt (2025)
- Britischer Meister im Super-G (2025)
- Britischer Vizemeister im Slalom (2019)
- Bronze bei den britischen Meisterschaften im Super-G (2019, 2024)
- Bronze bei den britischen Meisterschaften im Riesenslalom (2025)